# 国道129号

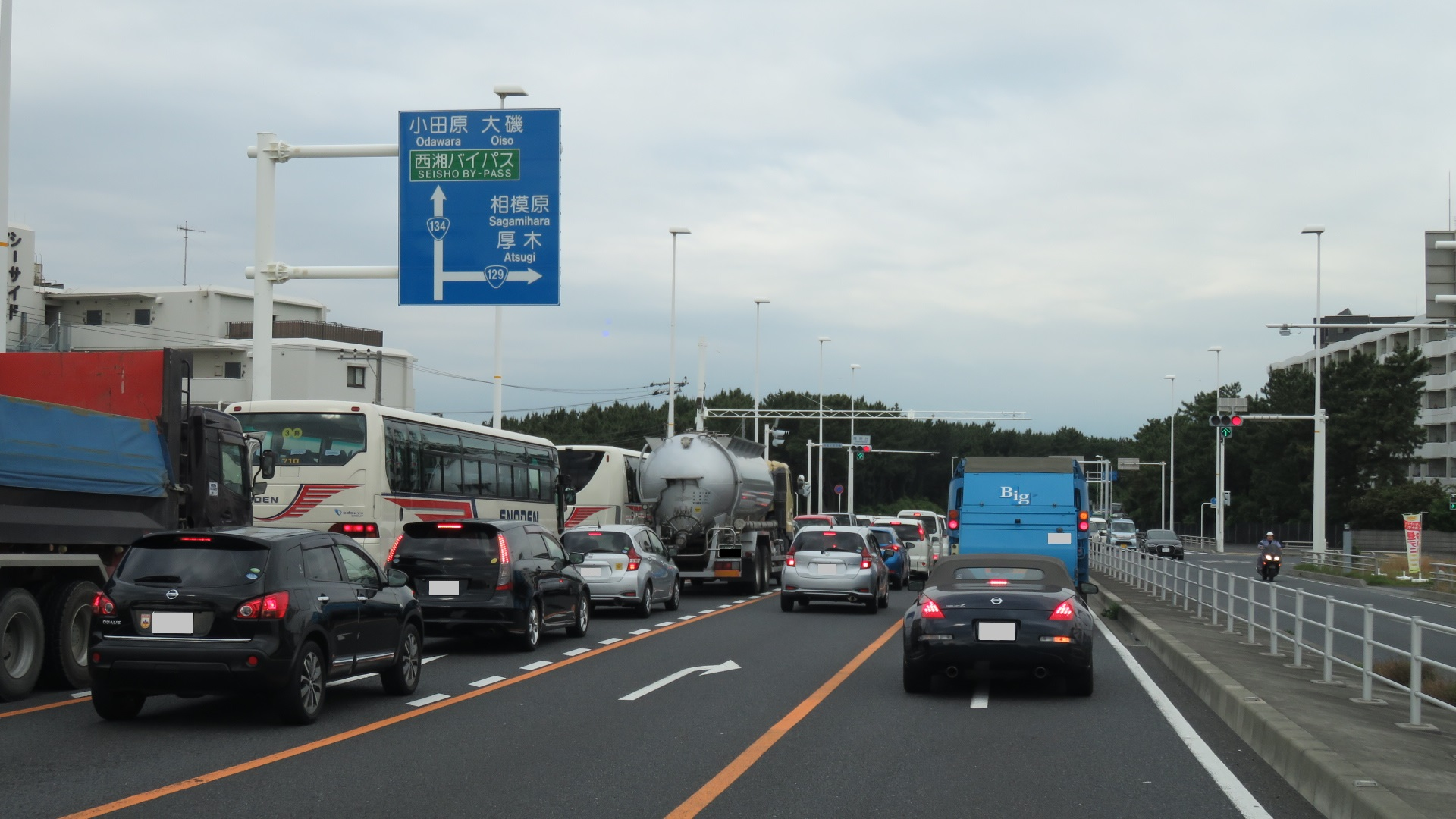
国道129号 起点
神奈川県平塚市 高浜台交差点

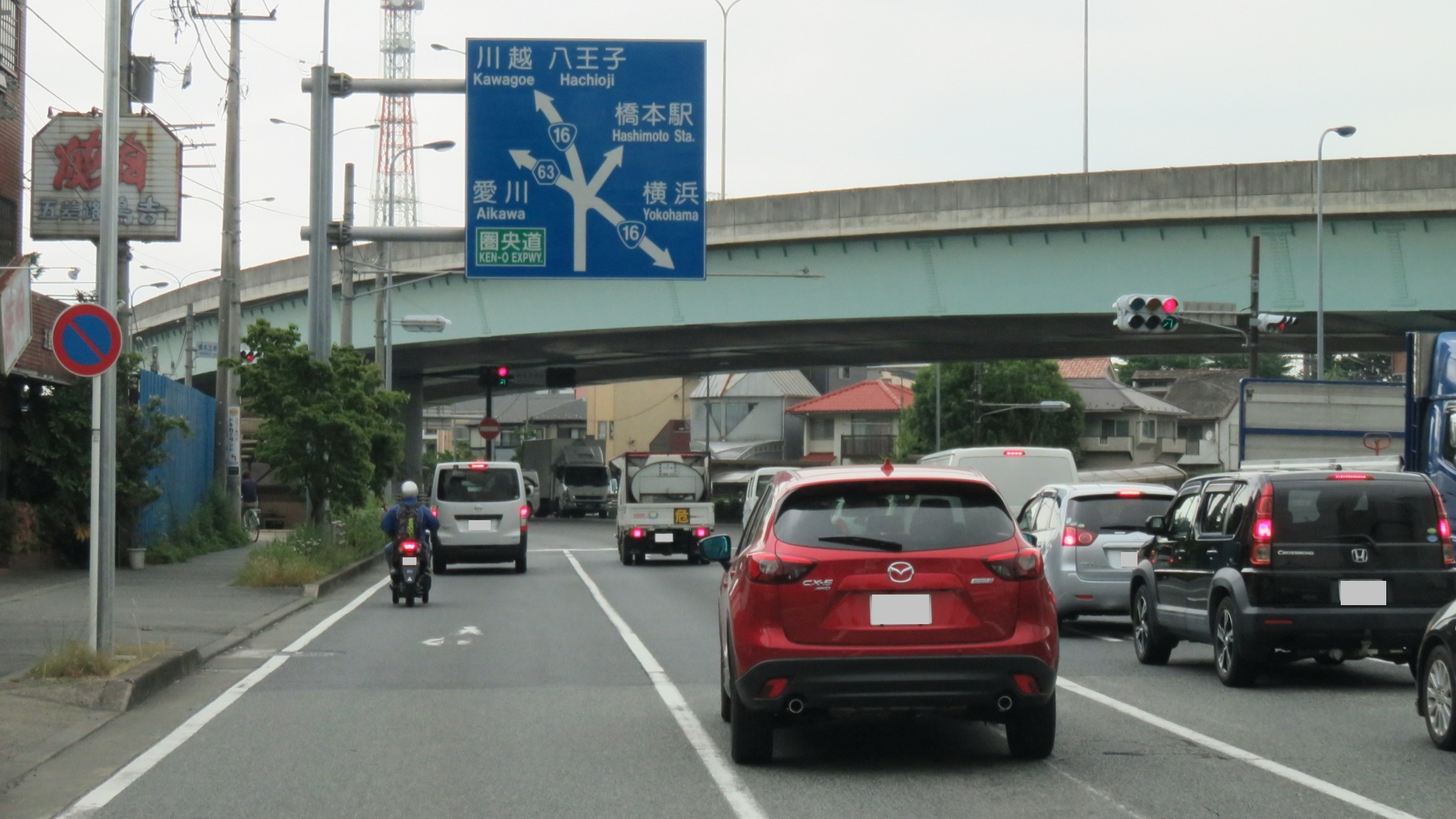
国道129号 終点
神奈川県相模原市
橋本五差路交差点

国道129号（こくどう129ごう）は、神奈川県平塚市から相模原市緑区に至る一般国道である。

## 概要
起点の神奈川県平塚市から、厚木市を経由し、同県北部に位置する相模原市を終点とする路線で、神奈川県下の中央部を南北に縦断する、主要幹線路線の1つである。バイパスを除く全線にわたり八王子街道の呼称が用いられる。

### 路線データ
一般国道の路線を指定する政令に基づく起終点および重要な経過地は次のとおり。
- 起点：平塚市（高浜台交差点 = 国道134号交点）
- 終点：相模原市（緑区、橋本五差路交差点 = 国道16号交点）
- 重要な経過地：厚木市
- 総延長 : 32.2 km（神奈川県 24.3 km、相模原市 7.9 km）重用延長を含む。[2][注釈 2]
- 重用延長 : 4.7 km（神奈川県 4.7 km、相模原市 - km）[2][注釈 2]
- 未供用延長 : なし[2][注釈 2]
- 実延長 : 27.5 km（神奈川県 19.7 km、相模原市 7.9 km）[2][注釈 2]
  - 現道 : 27.5 km（神奈川県 19.7 km、相模原市 7.9 km）[2][注釈 2]
  - 旧道 : なし[2][注釈 2]
  - 新道 : なし[2][注釈 2]
- 指定区間：国道246号と重複する区間（厚木市・文化会館前交差点付近 - 金田交差点）[3]

## 歴史
現行の道路法（昭和27年法律第180号）に基づく二級国道として初回指定された1953年（昭和28年）では、東京環状線（横浜市 - 千葉市）として指定されていた。1963年（昭和38年）に一級国道16号（横浜市 - 横須賀市）および二級国道127号の一部（千葉市 - 木更津市）とともに一級国道16号として再編されて欠番となり、同日新たに指定された平塚相模原線に採番された。

### 年表
- 1963年（昭和38年）4月1日 -  二級国道129号平塚相模原線（平塚市 - 相模原市）として指定施行[6]。
- 1965年（昭和40年）4月1日 - 道路法改正により一級・二級区分が廃止されて一般国道129号として指定施行[1]。

## 路線状況
当路線は「国道246号より北側区間」「国道246号との重複区間」「国道246号より南側区間」に3分別することができる。この3つの区間は、それぞれ道路の様子が異なっている。
- 国道246号より南側区間（平塚市 - 厚木市）
  - 概ね片側2車線。
  - 東名高速道路厚木IC周辺では、東名高速および小田原厚木道路利用車両などの影響から、時間帯によるが渋滞が発生する区間もある。
- 国道246号との重複区間（厚木市）
  - 概ね片側3車線。
  - 国道246号の車両や、東名高速道路厚木ICから北方面に向かう車両が加わるので交通量が非常に多く、慢性的に渋滞している。
- 国道246号より北側区間（厚木市 - 相模原市）
  - 概ね片側2車線。
  - 沿道に商業施設などが少ない。
  - 新昭和橋付近などでは「法定速度守れ」の路面標示が見受けられる

### バイパス

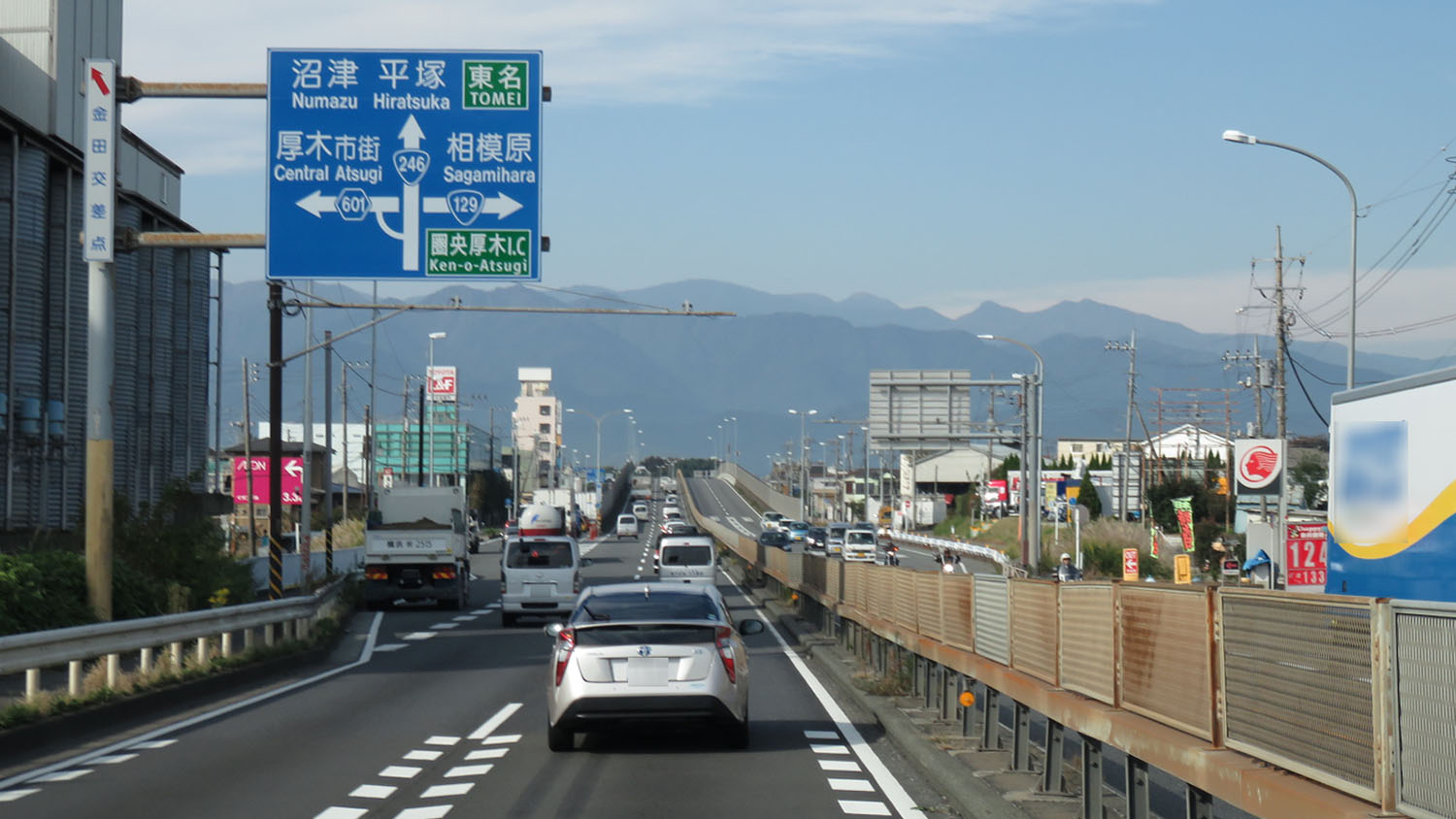
大和厚木バイパス
（国道246号との分岐）
神奈川県厚木市金田

- 厚相バイパス（神奈川県厚木市 - 神奈川県相模原市）
- 上溝バイパス（神奈川県相模原市内）
- 大和厚木バイパス(神奈川県厚木市内・国道246号、国道412号と重複)

### 重複区間
- 国道412号（平塚市・榎木町交差点 - 厚木市・妻田西一丁目） - 新道は市立病院前交差点で分岐
- 国道246号（厚木市・文化会館前交差点付近 - 厚木市・金田交差点）[注釈 3]

### 道路施設

#### 主な橋梁
- 酒井橋（玉川）
- 新小鮎橋（小鮎川）
- 中津川橋（中津川）
- 新昭和橋（相模川）

## 地理

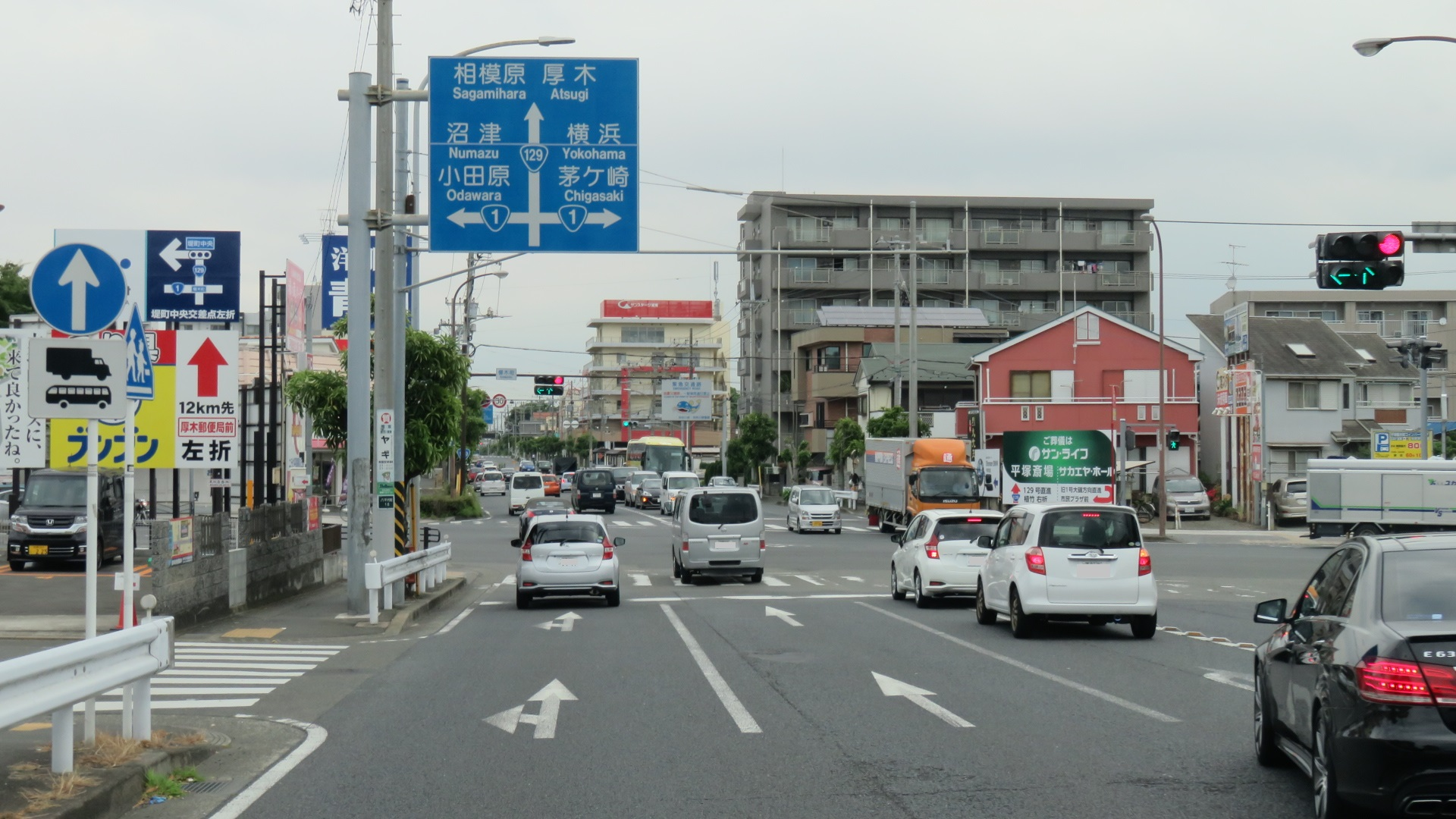
国道1号との交差
神奈川県平塚市八千代町

### 通過する自治体
- 神奈川県
  - 平塚市 - 厚木市 - 相模原市（南区 - 中央区 - 緑区）

### 交差する道路
- 平塚市
  - 国道134号：高浜台交差点（起点）
  - 国道1号：榎木町交差点
  - 国道412号：榎木町交差点 - 厚木市まで重複
  - 神奈川県道44号伊勢原藤沢線（湘南銀河大橋）：東真土二丁目交差点
  - 神奈川県道44号伊勢原藤沢線・神奈川県道47号藤沢平塚線（神川橋）：田村十字路交差点
  - 神奈川県道410号湘南台大神伊勢原線：新吉際入口交差点
- 厚木市
  - 神奈川県道22号横浜伊勢原線（戸沢橋）：戸田交差点
  - E1A 新東名高速道路：2 厚木南IC
  - 神奈川県道601号酒井金田線：第二交通機動隊前交差点
  - 神奈川県道604号愛甲石田停車場酒井線：酒井前田交差点
  - E1 東名高速道路：5 厚木IC
  - 神奈川県道63号相模原大磯線別線：船子北谷交差点
  - 国道246号：船子陸橋[7] - 金田交差点まで重複
  - 神奈川県道603号上粕屋厚木線：水引交差点
  - 神奈川県道43号藤沢厚木線：妻田向市場交差点
  - 国道412号新道：厚木市立病院前交差点
  - 国道412号旧道：妻田西1丁目、妻田伝田交差点
  - 国道246号：金田交差点
  - C4 首都圏中央連絡自動車道（圏央道）：32 圏央厚木IC
  - 神奈川県道42号藤沢座間厚木線（座架依橋）：関口中央交差点
  - 神奈川県道65号厚木愛川津久井線：山際交差点
- 相模原市
  - C4 首都圏中央連絡自動車道（圏央道）：33 相模原愛川IC
  - 神奈川県道54号相模原愛川線：上溝バイパス交差点
  - 国道16号・神奈川県道63号相模原大磯線・相模原市道橋本石神線[8]：橋本五差路交差点（終点）
- 旧道
  - 神奈川県道601号酒井金田線：1974年4月30日付で県道に降格
  - 神奈川県道508号厚木城山線：厚木市山際-作の口交差点間まで